# Parafia Najświętszej Maryi Panny Królowej Polski w Tarnowie
Parafia Najświętszej Maryi Panny Królowej Polski w Tarnowie – parafia rzymskokatolicka znajdująca się w diecezji tarnowskiej w dekanacie Tarnów Zachód w dzielnicy Mościce.

## Historia
Parafię założono 21 sierpnia 1938 r. Na pierwszego proboszcza wyznaczono ks. Stanisława Indyka.
Kolejni proboszczowie parafii:
- ks. Jan Rec,
- ks. Marian Grzanka,
- ks. Andrzej Jeż (później biskup pomocniczy tarnowski, następnie biskup tarnowski),
- ks. Artur Ważny (później biskup pomocniczy tarnowski, następnie biskup sosnowiecki),
- ks. dr Jacek Nowak (od 2014) (wcześniej rektor WSD w Tarnowie).

## Kościół
Budynek zaprojektowali Władysław Pieńkowski i Stanisław Gałęzowski. Projekt nieorientowanego monumentalnego budynku kościoła w stylu funkcjonalizmu pochodzi z 1941, budowę rozpoczęto w 1948. Uroczyste otwarcie i poświęcenie kościoła odbyło się 7 października 1956 roku.

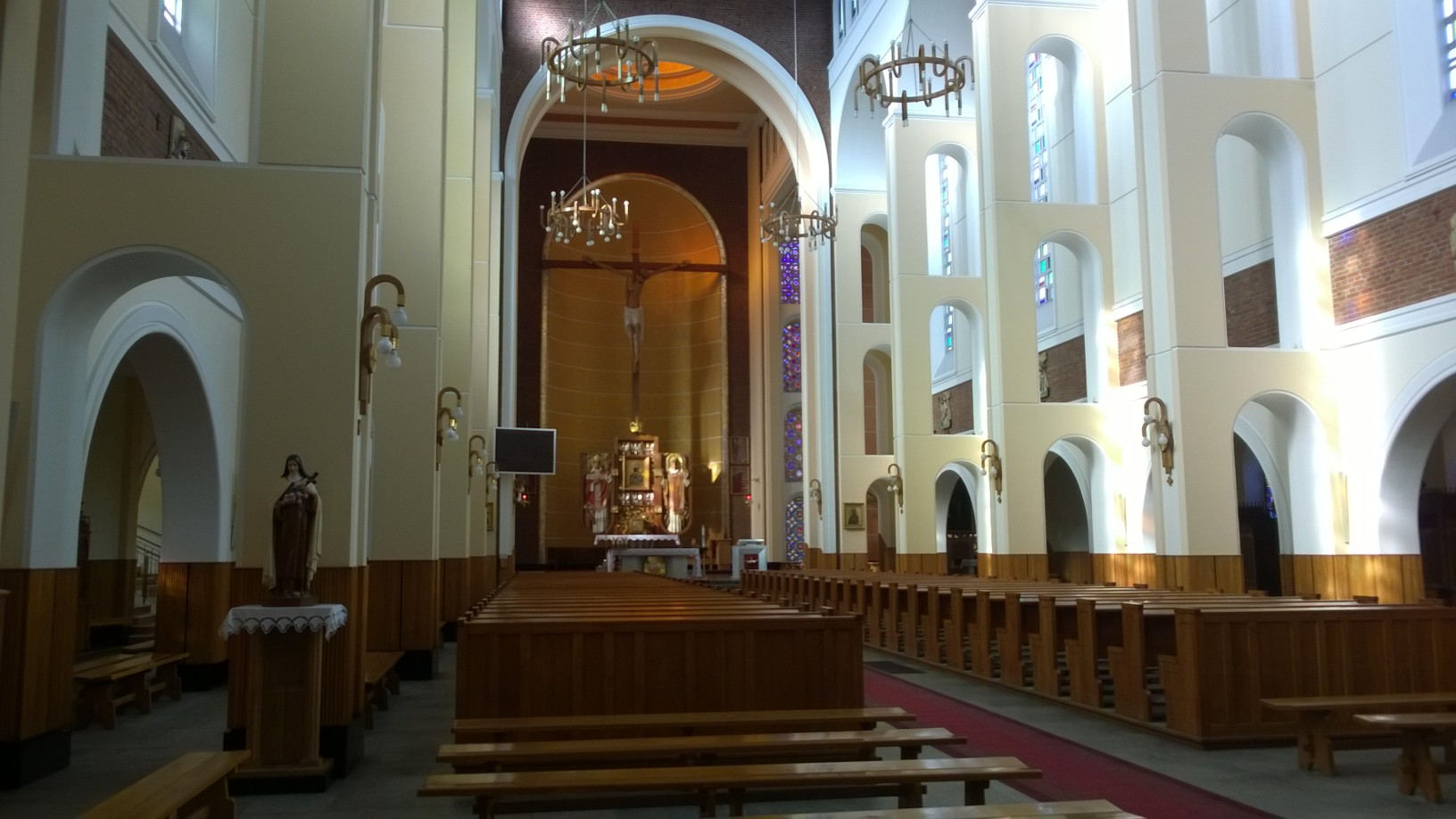
Widok nawy głównej
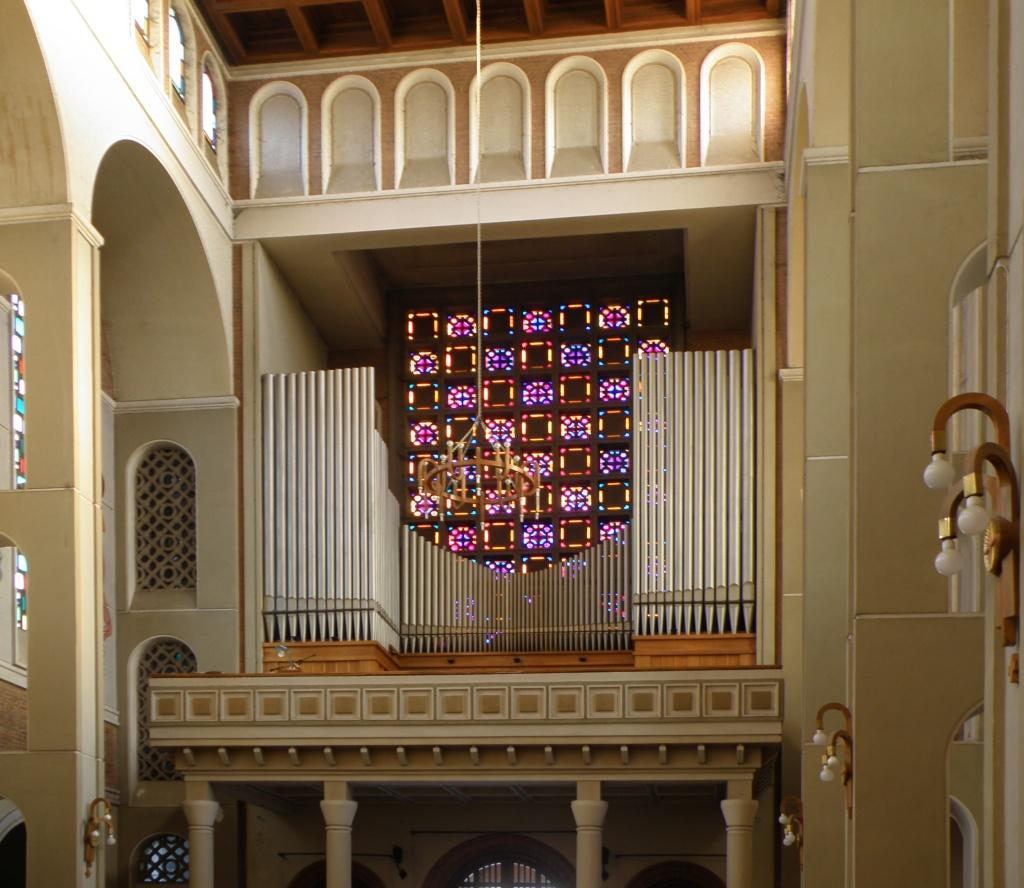
Widok na wschodnią stronę wnętrza
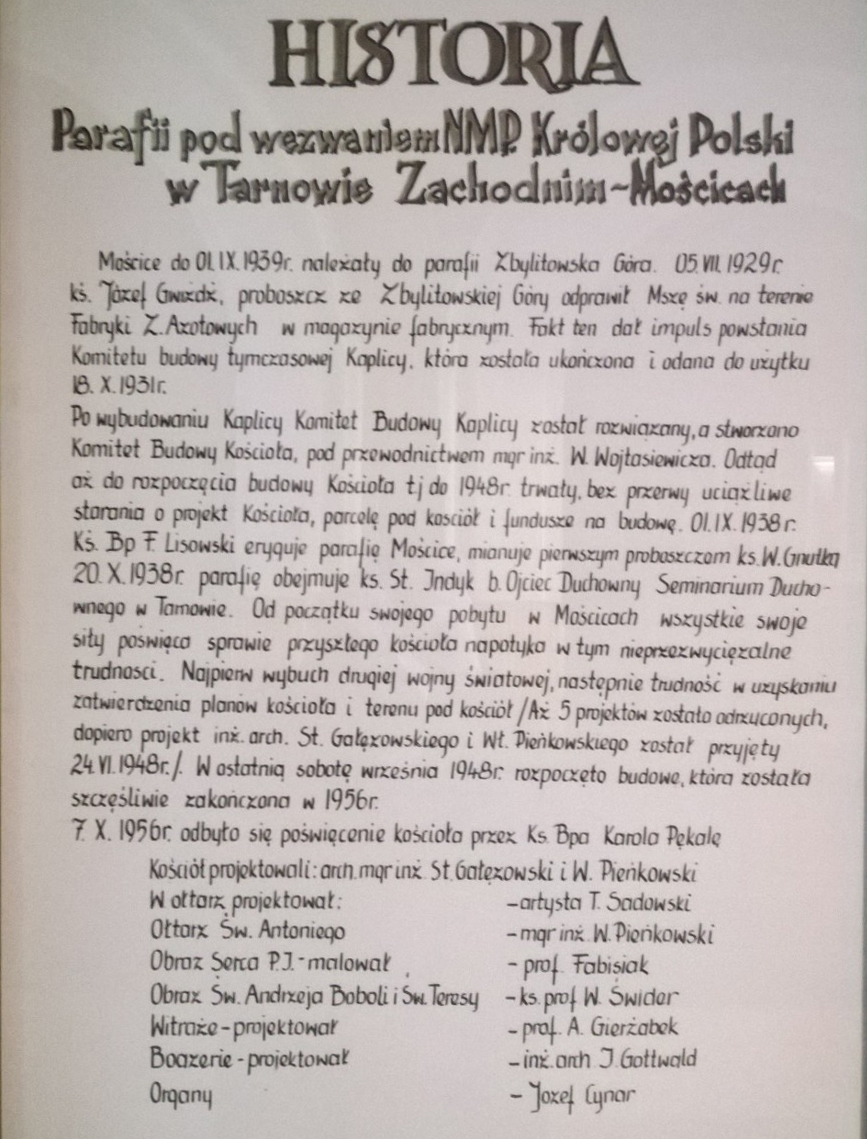
Historia parafii znajdująca się w przedsionku kościoła
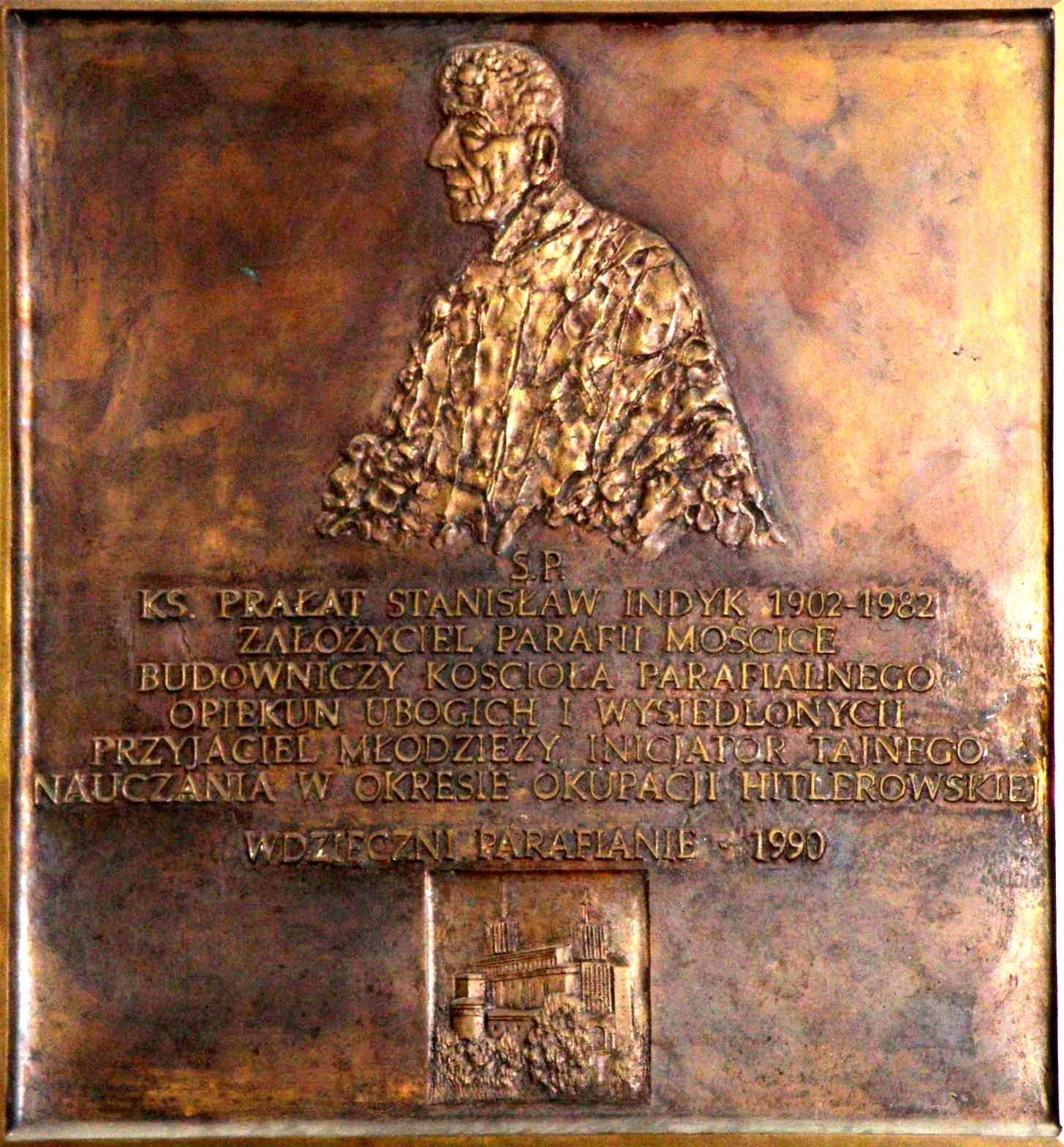
Epitafium założyciela parafii, budowniczego kościoła, ks. Stanisława Indyka (1902-1982).
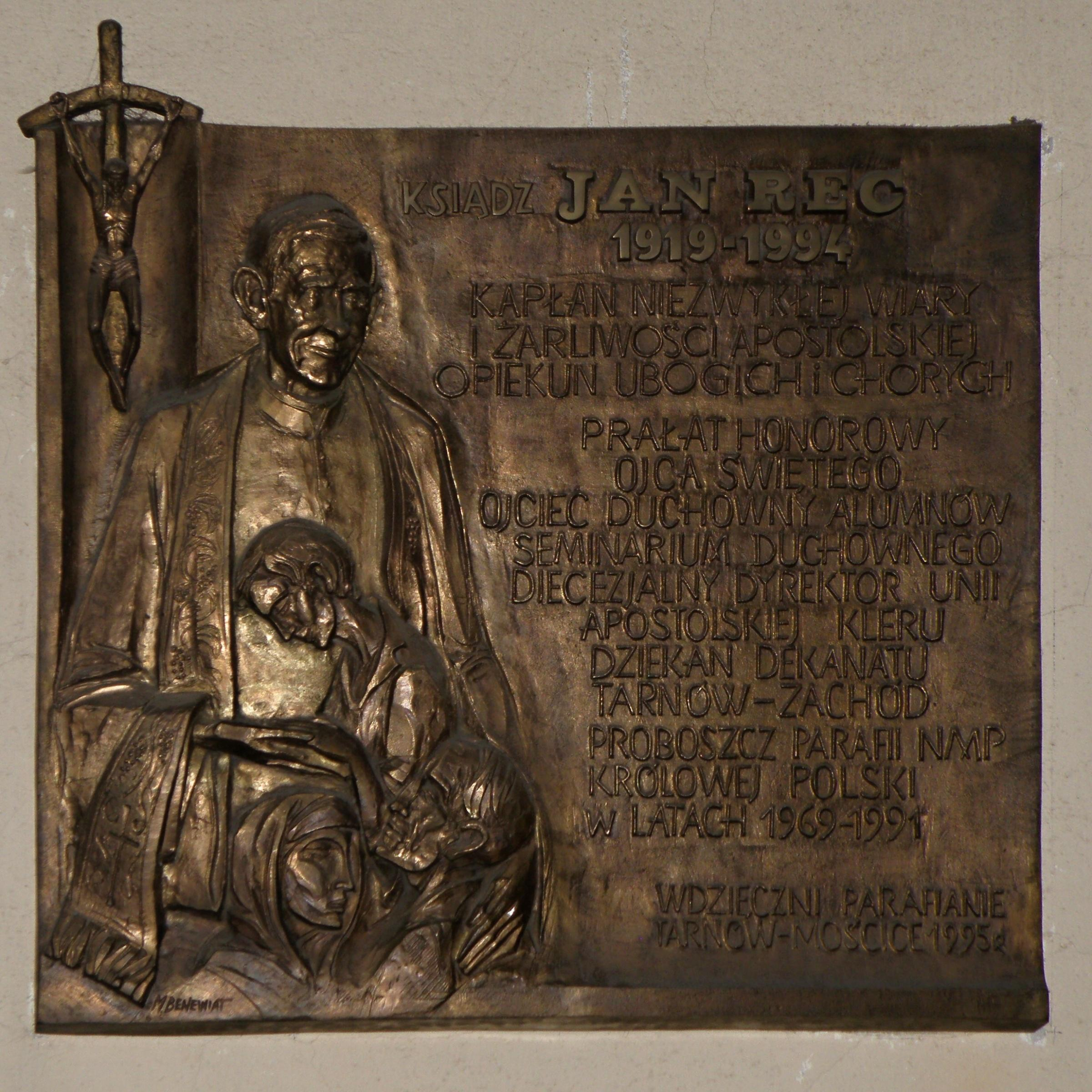
Epitafium proboszcza ks. Jana Reca (1919-1994).
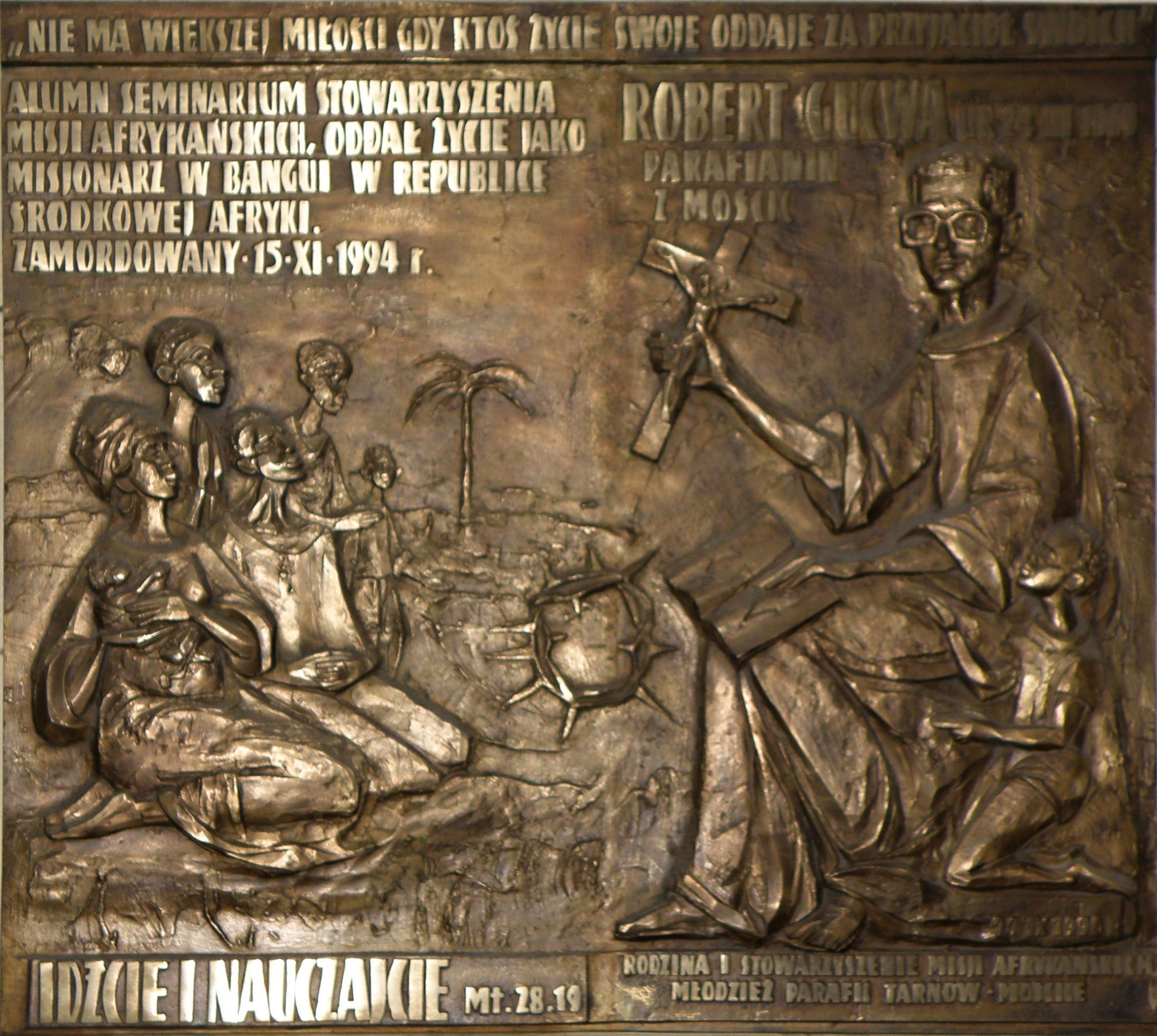
Epitafium pochodzącego z parafii misjonarza SMA, seminarzysty Roberta Gucwy (1969-1994).
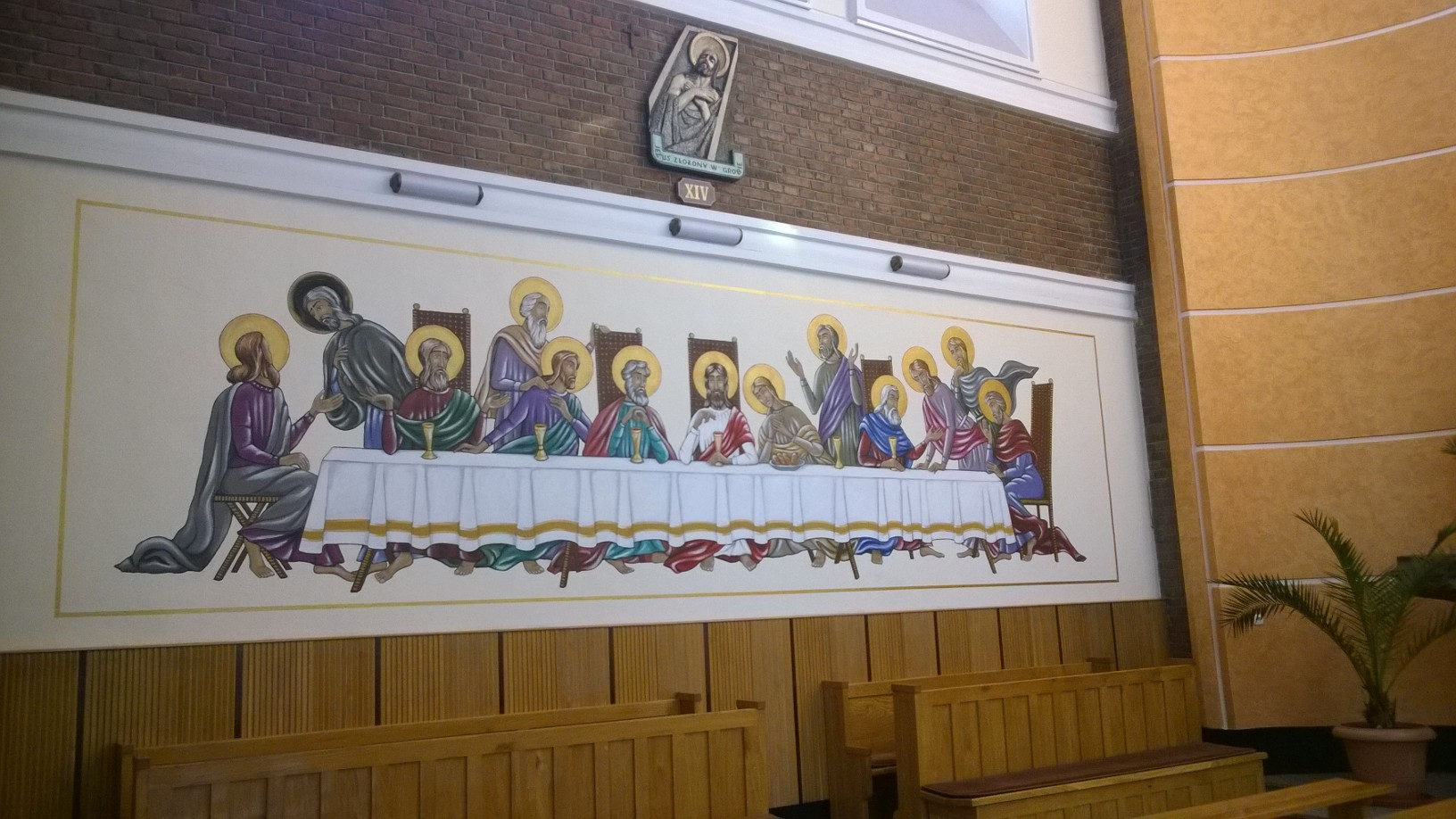
Malowidło w nawie bocznej
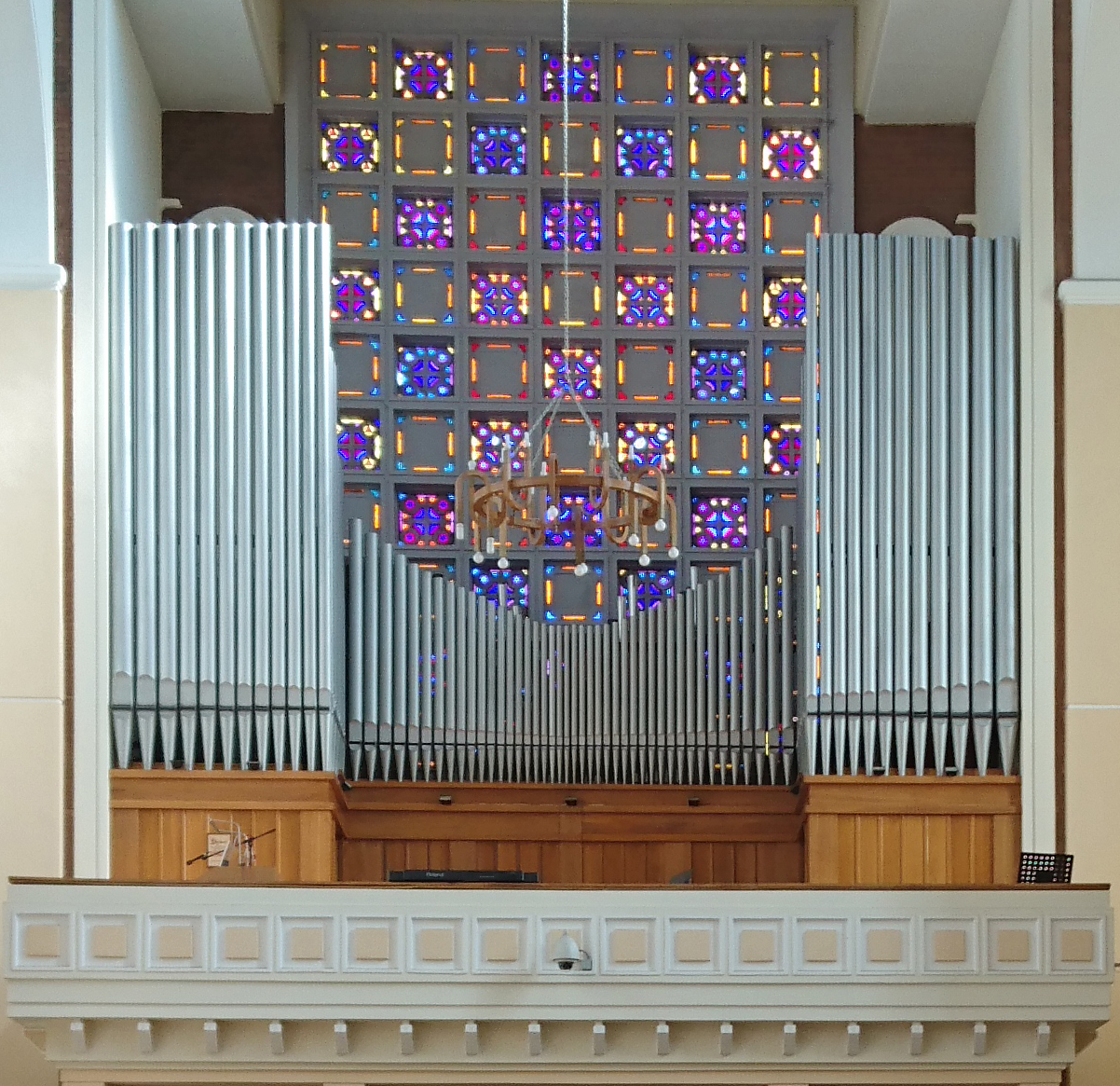
Prospekt organów

## Organy
Organy wybudował Józef Cynar, organmistrz z Wrocławia. Pierwotnie posiadały 30 głosów. W 2005 r. remont przeprowadził Lech Skoczylas z Krakowa. Dodano wówczas 3 głosy: Puzon 16', Obój 8' i Okarynę 2', dwurzędowy Cynk w pedale przerobiono na Mixturę, a głos Musette przeniesiono z manuału II do pedału. W 2013 r. podczas prac związanych z remontem tynków i malowaniem wnętrza świątyni przeprowadzono również prace czyszcząco-konserwujące organów. Wymieniono wówczas m.in. pokrycie miechów oraz stół do gry, który wykonał Jacek Siedlar z Modlnicy k. Krakowa, wykorzystując klawiatury i elektronikę firmy Laukhuff. Podczas tych prac wymieniono Okarynę 2' na Szałamaję 4'. Instrument posiada wiatrownice stożkowe oraz 2 miechy wyrównawcze.
| Budowniczy  | Lata budowy                     | Liczba głosów | Liczba klawiatur | Traktura gry         | Traktura rejestrów   |
| ----------- | ------------------------------- | ------------- | ---------------- | -------------------- | -------------------- |
| Józef Cynar | 1972 - 1981 (poświęcone w 1977) | 33            | 2+P              | elektro-pneumatyczna | elektro-pneumatyczna |

| Manuał I      | Manuał II     | Pedał         | Pomoce               |
| ------------- | ------------- | ------------- | -------------------- |
| Burdon 16'    | Gedackt 8'    | Pryncypał 16' | Automat pedałowy     |
| Pryncypał 8'  | Klarnet 8'    | Violon 16'    | 6 wolnych kombinacji |
| Gemshorn 8'   | Kwintadena 8' | Subbas 16'    | Crescendo            |
| Rurflet 8'    | Salicet 8'    | Oktawbas 8'   | Żaluzja manuału II   |
| Oktawa 4'     | Unda maris 8' | Fletbas 8'    |                      |
| Flet kryty 4' | Pryncypał 4'  | Chorał 4'     |                      |
| Kwinta 2 2/3' | Blokflet 4'   | Mixtura 3x    |                      |
| Prestant 2'   | Nasard 2 2/3' | Puzon 16'     |                      |
| Kornet 4x     | Flet leśny 2' | Musette 8'    |                      |
| Mixtura 4x    | Tercja 1 3/5' | Szałamaja 4'  |                      |
| Trąbka 8'     | Mixtura 3x    | I-P           |                      |
| I Super       | Obój 8'       | II-P          |                      |
| II-I          | II Super      |               |                      |
| II-I Super    | Tremolo       |               |                      |
| II-I Sub      |               |               |                      |
| Tremolo       |               |               |                      |